# Ctenus agroecoides
Ctenus agroecoides là một loài nhện trong họ Ctenidae.
Loài này thuộc chi Ctenus. Ctenus agroecoides được Tord Tamerlan Teodor Thorell miêu tả năm 1881.
1. ↑  Platnick, Norman I. (2010): The world spider catalog, version 10.5. American Museum of Natural History.

biologie|2011|10|21}}